# Доушна жлезда
Доушна или паротидна жлезда (лат. glandula parotis) је серозна и највећа пљувачна жлезда. Она готово да испуњава у потпуности паротидну ложу, која се налази испод спољашњег ушног канала, иза мандибуле а испред мастоидног наставка слепоочне кости. Стога она има облик као и сама ложа, који подсећа на усправну тространу призму.
Паротидна жлезда се састоји из два дела (режња): површинског, који је боље развијен, и дубоког дела. Они су спојени танком траком жлезданог ткива, које се назива сужење (лат. isthmus). Жлездани делови у режњевима су густо збијени, па је интерлобуларно ткиво слабо развијено. Између два дела жлезде налази се слој масног и везивног ткива, кроз који пролази фацијални живац на свом путу из горњих партија нервног система. Осим тога у овој регији су смештени и паротидни лимфни чворови.

## Односи
Спољашња страна жлезде је покривена кожом и паротидном фасцијом, и ова страна излази изван оквира паротидне ложе. Предње-унутрашња страна належе на доњу вилицу и мастикаторне мишиће (масетер и унутрашњи криласти мишић), а задње-унутрашња страна жлезде је у контакту са мишићима и лигаментима врата. Осим тога она је својим горњим делом у контакту са спољашњим ушним каналом, што објашњава лако преношење болести између ових делова. Доњи крај паротидне ложе належе на фиброзни вилични сноп, који га одваја од подвиличне пљувачне жлезде.
Жлезда осим спољашњих, има и унутрашње односе са крвним судовима и живцима: a. carotis externa, v. jugularis externa, n. auriculotemporalis и n. facialis.

## Одводни канали
Сви елементи одводног система жлезде су добро развијени. Главни изводни канал се зове паротидни или Стенононв канал и дуг је 4,5-5 cm, а настаје у унутрашњости ткива спајањем два мања канала. Он се отвара у усну дупљу у висини другог горњег кутњака. У овом делу је слузокожа образа издигнута и образује тзв. паротидну брадавицу.
Паротидни канал се пројектује на лицу дуж линије која спаја трагус усне шкољке са средином горње усне. Ово је значајно због хируршких интервенција у овом пределу, како би се избегла евентуална повреда изводног канала ове жлезде. У случају отварања канала настају фистуле, кроз које пљувачка непрекидно истиче.

## Васкуларизација и инервација
Крв доспева у жлезду преко грана спољашње каротидне и површинске темпоралне артерије. Вене су притоке спољашње југуларне вене.
Инервација се остварује преко два живца: n. auricularis magnus и n. auriculotemporalis. За разлику од првог живца који доноси само сензорна влакна, аурикулотемпорални нерв доноси и секреторна влакна пореклом из IX кранијалног живца и отичког ганглиона.

## Обољења
Једно од најопаснијих обољења везаних за пљувачне жлезде јесте епидемијски паротитис или заушци. То је инфективно обољење које се карактерише отоком паротидних мада могу бити захваћене и остале серомукозне жлезде. Узрочник је вирус Mumpsa, који се преноси капљичним путем или у директном контакту са оболелом особом. Инкубација траје 18 дана, а први симптоми болести су дрхтавица, малаксалост, главобоља, повишена температура и сл. Касније се јавља интензиван бол у подручју доње вилице и оток паротидне жлезде и околног ткива. Као компликација заушки, могу да се јаве и упале других структура (Mumps orchitis - запаљења тестиса, Mumps oophoritis - запаљење јајника, Mumps meningitis - запаљење коре великог мозга и Mumps pancreatitis - запаљење панкреаса). Дијагноза се поставља на основу епидемиолошких података, клиничке слике и серолошких испитивања, а лечење је углавном симптоматско.
Осим тога, пљувачне жлезде могу бити захваћене инфекцијом коју узрокују микроорганизми из усне дупље. Понекад се јављају и бенигни тумори који ретко могу да прерасту у малигну форму.